# Schloss Hagenau

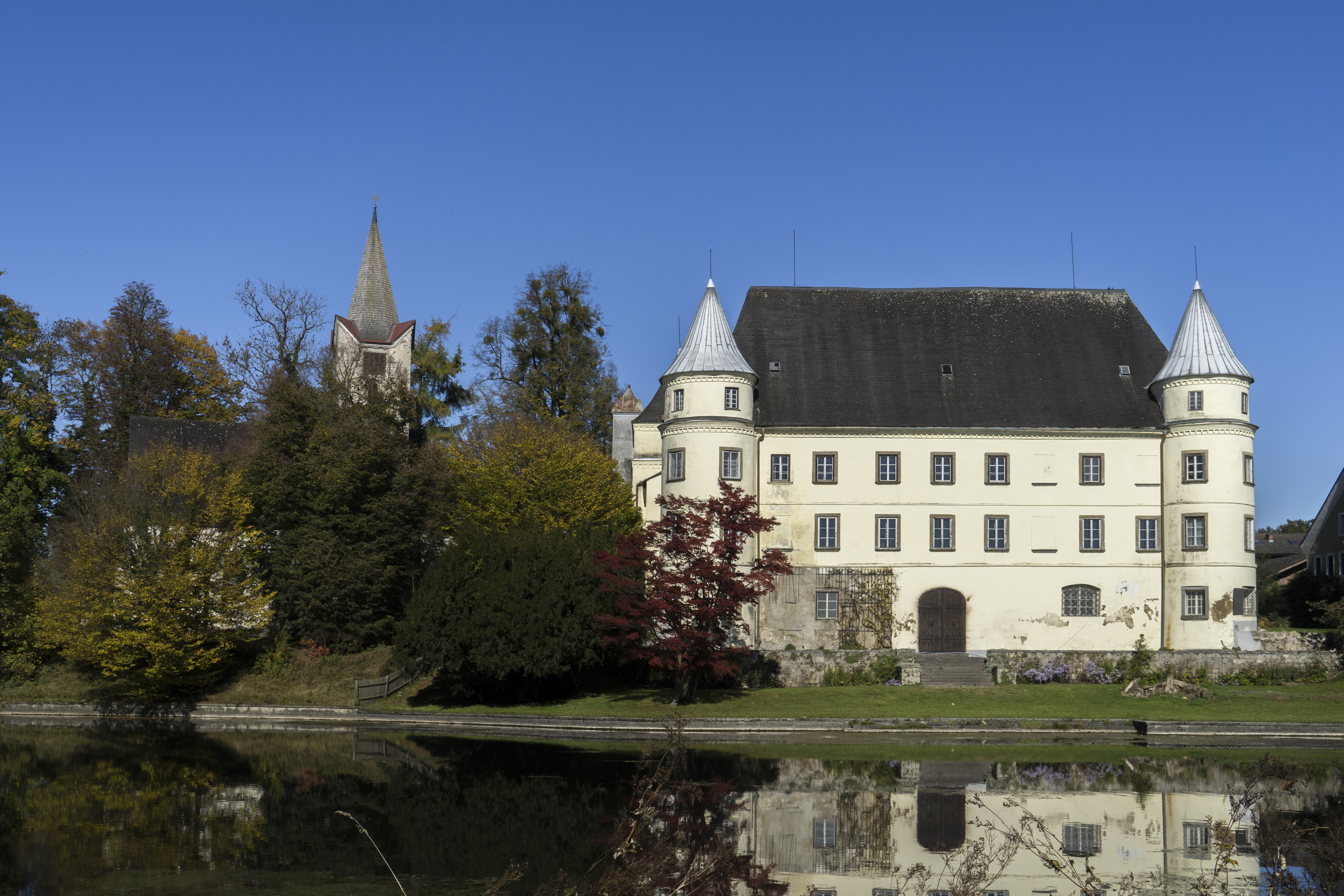
Schloss Hagenau, links im Baumbestand des Parks die Schlosskapelle Hagenau, im Vordergrund die Mattig

Das Schloss Hagenau steht in der Gemeinde St. Peter am Hart im Bezirk Braunau am Inn in Oberösterreich. Es steht neben der Bucht der alten Mattigmündung auf einem zum Inn vorspringenden Felssporn. Das Renaissanceschloss steht unter Denkmalschutz (Listeneintrag).

## Geschichte
Eine Burg, die in der Nähe des heutigen Schlosses lag, ist als Besitz des benennenden Geschlechts erstmals 1088 („Hartwicus de Hagenowe“) belegt. Nach dem Aussterben der oberösterreichischen Linie der Hagenauer kam sie 1152 an die Bischöfe von Passau, die sie als Lehen an ein Ministerialengeschlecht gaben, das sich ebenfalls nach der Burg benannte. Der berühmteste Hagenauer war Reginbert, Bischof von Passau, der im Kreuzzug 1147 den Tod fand. Mit Ludwig von Hagenau starb 1262 aber auch dieses Adelsgeschlecht aus, sodass die Anlage kurzfristig in den Besitz der Ortenburger kam, danach in den der Herzöge von Bayern.
Die Burg wechselte oft den Besitzer, so war sie im Besitz der Toerring (ab 1270) und der Ahamer (um 1400). 1525 kauften sie die Taimer zu Mühlheim und blieben bis 1635 Besitzer.

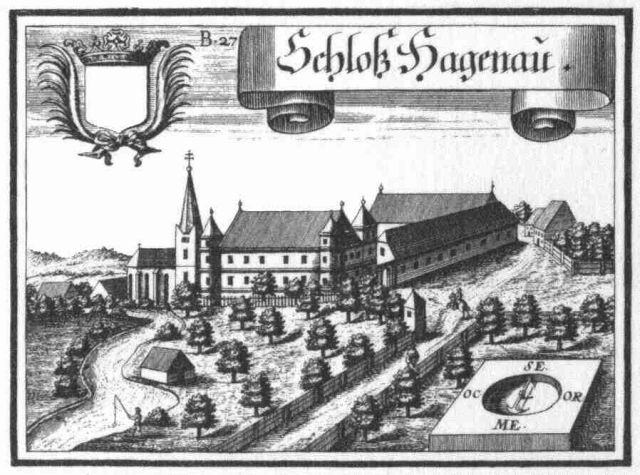
Schloss Hagenau, Kupferstich von Michael Wening, 1721

1571 wurde die alte Burg abgerissen, da sie bei mehreren Bränden und Überschwemmungen schwer in Mitleidenschaft gezogen worden war. Zeitgleich wurde das heutige Schloss auf einer hochwassergeschützten Erhöhung gebaut. Der Aufstau des Inns für das Kraftwerk Frauenstein erweckt nun den falschen Eindruck, es sei als Wasserschloss geplant worden.
1635 schenkte Kurfürst Maximilian I. von Bayern seinem Leibarzt Ferdinand Schütz das Anwesen. Dieser ließ das Bräuhaus und die Stallungen beim Schloss errichten. Der Kurfürst gestattete ihm, den Titel „von und zu Hagenau und St. Peter“ zu führen.
1710 erwarb Graf Ferdinand Josef von Rheinstein und Tattenbach das Schloss. Wegen Baufälligkeit musste es 1717 bis 1728 neu aufgebaut werden. 1722 kam es an Johann Franz Graf Franking und 1829 auf dem Erbweg an die Freiherren von Handel. Maximilian Handel wandelte Hagenau in ein Schlosshotel um, allerdings war dieses Unternehmen nicht erfolgreich. Nach seinem Tod 1966 ging der Besitz an seine Tochter Colette Spaur. Diese Familie besitzt das Schloss noch heute und ließ es 2001 restaurieren.

## Beschreibung
Heute wird das Bauwerk als Kulturzentrum und für Mietwohnungen verwendet. Das Schloss ist nur während der Veranstaltungen zugänglich, da es zum größten Teil privat genutzt wird. Im Park des Schlosses befindet sich eine 1515 dem heiligen Nikolaus geweihte gotische Kapelle, die von Graf Franking 1727/28 wegen Baufälligkeit neu gebaut wurde und heute als Veranstaltungsraum unter anderem für Konzerte genutzt wird.
Die Ecktürme verleihen dem Renaissanceschloss ein trutziges Aussehen. Im Innenhof befindet sich ein schmiedeeisern verzierter Ziehbrunnen. Früher befanden sich oberhalb der Arkaden Lauben, die aber zugemauert wurden. Über dem Eingang befindet sich das Wappen derer von Handel.

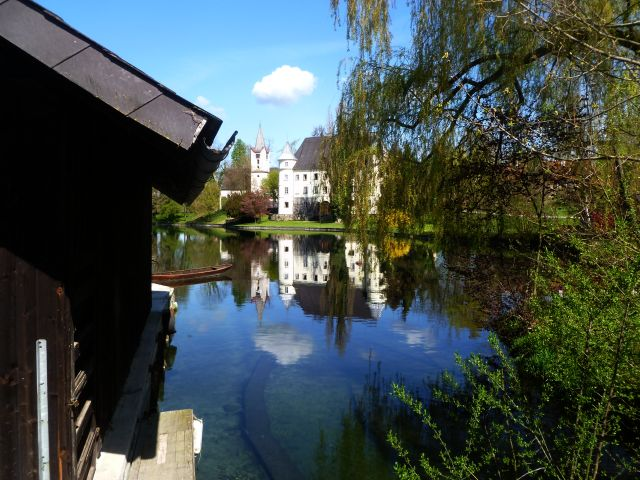
Schloss Hagenau
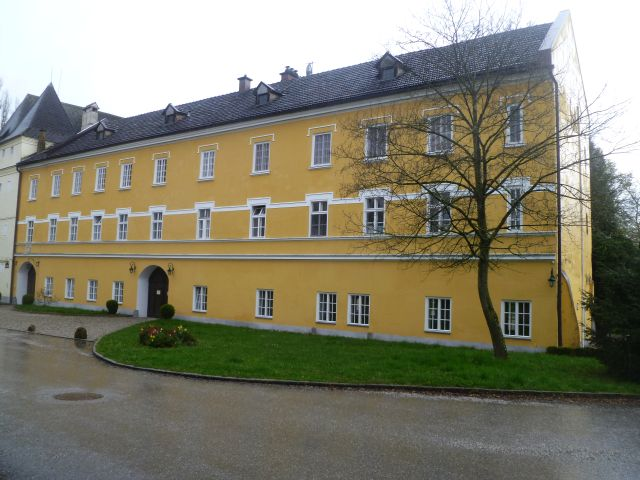
Seitentrakt
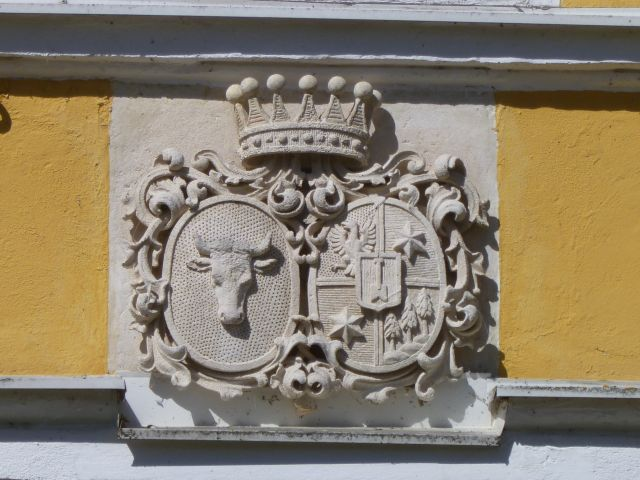
Wappen derer von Handel über dem Eingangstor
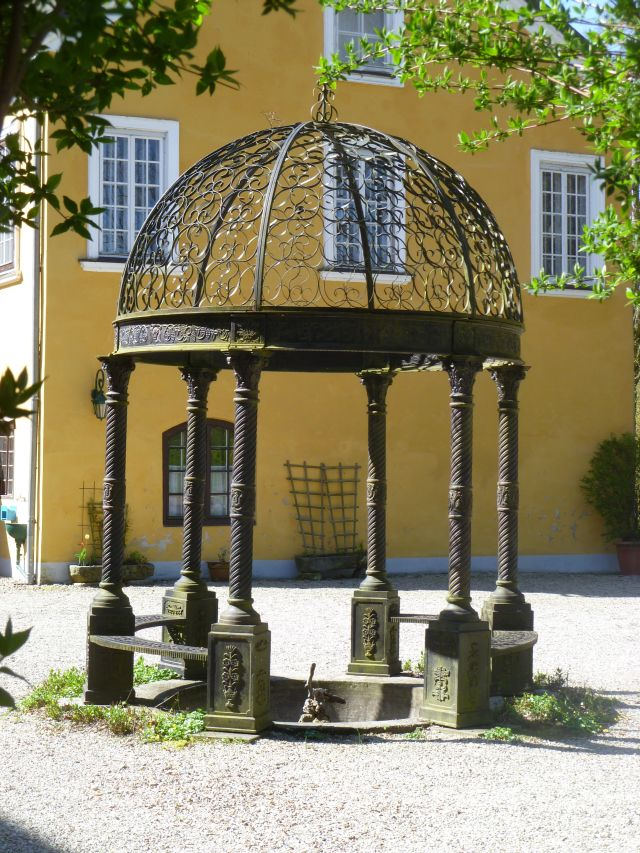
Innenhof